# بدرخان استاجلو
بدرخان استاجلو از امرای قزلباش طایفه استاجلو در دوره شاه تهماسب یکم و شاه اسماعیل دوم بود. وی در جنگ‌های متعددی حضور داشت.